# 唐淳
唐淳（15世紀—16世紀），字文厚，廣西桂林府臨桂縣人，明朝政治人物。

## 生平
唐淳是成化二十二年（1486年）丙午科廣西鄉試舉人，授汀州同知，正德四年（1509年）三省峒民騷動，流寇自寧化轉攻清流，他率領民兵三千人到清流守衛，賊人望風逃遁，他再指揮軍隊西追阻止流寇北奔，以軍功陞汀州知府，後官至德安知府。

## 引用
1. 1 2  同治《廣西通志·卷二百五十七·列傳二》：唐淳，字文厚，臨桂人，正德四年三省峒民騷動，流寇蜂起寧化，轉攻清流，淳時同知澄州【汀州】，以民兵三千人兼程趨縣，賊望風遁，勒兵西追絕其北戶，以軍功遷知州【知府】。 福建名宦志
2. ↑  同治《廣西通志·卷六十六·選舉表六 舉人二》：桂林府……（成化）二十二年丙午……唐淳 臨桂人，德安知府
3. ↑  同治《汀州府志·卷二十·名宦》：唐淳 字文厚，臨桂人。正德四年，三省峒民騷動，流寇蜂起，自寧化轉攻清流。淳時同知汀州，領民兵三千人，兼程趨縣，賊望風遁。勒兵西追，絕其比戶。以功升本州守。
4. ↑  光緒《德安府志·卷九·職官》：明 德安府知府……唐淳 臨桂舉人，嘉靖元年任